# Ivar Arpi
Ivar Axel Arpi, född 21 november 1982 i Karl Johans församling i Göteborg, är en svensk skribent, författare och debattör med liberalkonservativ inriktning.

## Biografi

### Bakgrund
Arpi växte upp i stadsdelen Majorna i Göteborg, med en far som är journalist och en mor som är lärare. Han är äldre bror till Agnes Arpi, som också är skribent. Han är sonson till Gunnar Arpi, som var professor i ekonomisk geografi och rektor vid Handelshögskolan i Stockholm åren 1963–1968.
Arpi kallade sig kommunist i tonåren, men han började ifrågasätta ideologin i samband med Göteborgskravallerna 2001. Efter terrorattacken mot World Trade Center vacklade han ännu mer i sin övertygelse.
År 2007 skrev Arpi kandidatuppsatsen Europa – en plats eller en idé? vid Lunds universitet.

### Journalistik
Arpi har skrivit ledare i Svenska Dagbladet, Göteborgs-Posten, Hallandsposten och Liberala Nyhetsbyrån. Han har också varit redaktör för tidskrifterna Axess Magasin och Neo.
I december 2020 lämnade Arpi rollen som ledarskribent på Svenska Dagbladet för att börja på den nystartade tidningen Bulletin. I februari 2021 tog han över rollen som chefredaktör från Paulina Neuding, men efter konflikter med ägarna lämnade han den tjänsten och tidningen i mars 2021.
I maj 2021 började Arpi som krönikör på Svenska Dagbladets kultursidor.

### Litteratur

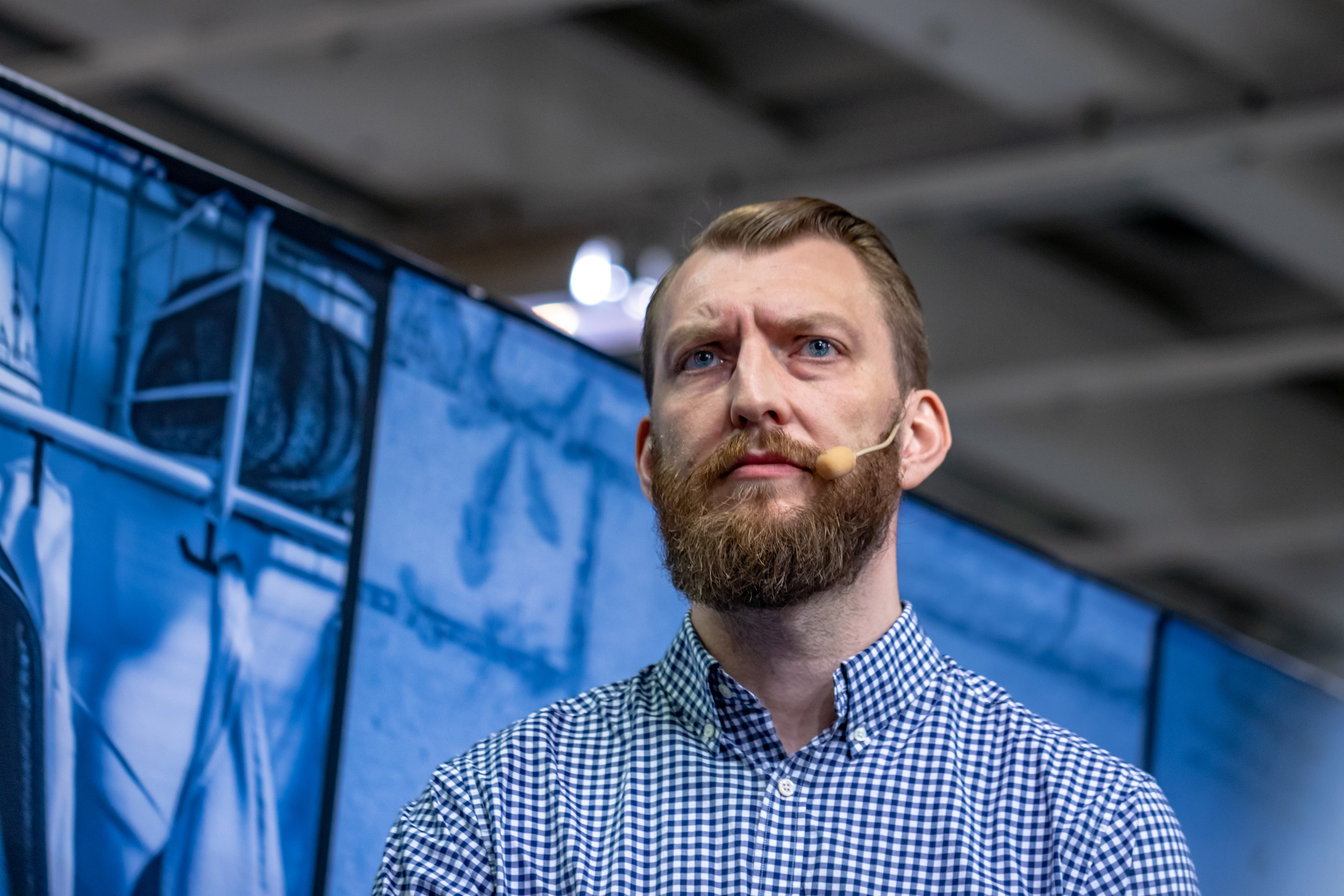
Ivar Arpi på Bokmässan i Göteborg 2018.

## Samhällsdebatt

### Självpublicering och podcast
Efter tiden på Bulletin började Arpi publicera på Substack där han publicerar både texter och podcastavsnitt.
Sedan maj 2021 driver han podcasten Rak höger med Ivar Arpi på Substack. Arpi ville med podden vara mer prövande än han kunde vara som ledarskribent. Vid slutet av februari 2023 hade han publicerat 163 avsnitt i vilka han har samtalat med flera olika gäster.
Hösten 2024 har Ivar Arpi gett sig ut på en landsomfattande turné med tankesmedja Oikos, som drivs av Sverigedemokraternas chefsideolog Mattias Karlsson, i syfte att prata om svensk konservatism.
- Diamant Salihu[25]
- Aleksa Lundberg
- Lisa Bjurwald[25]
- Cissi Wallin
- Anna Björklund (2)
- Eric Kaufmann
- Ayaan Hirsi Ali
- Andreas Johansson Heinö
- Fredrik Kärrholm (2)
- Kim Malmgren
- Johan Forssell
- Adam Cwejman
- Ilan Sadé
- David Buss
- Göran Adamsson
- Per Gudmundson
- Frank Furedi
- Mustafa Panshiri
- Abigail Shrier
- Anna-Karin Wyndhamn (2)
- Torbjörn Elensky
- Joel Halldorf och Hannes Westerlund
- Mårten Arndtzén
- Adam Cwejman och Paulina Neuding
- Jojje Olsson
- Fredrik Strage[25]
- Björn Olsen
- Johan Anderberg
- Charlie Weimers[25]
- Yoram Hazony
- Ola Wong
- Axel Darvik
- Bo Wennström
- Susanna Birgersson
- Mia Odabas
- Tobias Hübinette[25]
- Emelie Köhler
- Johan Gärdebo
- Malcom Kyeyune[25]
- Oscar Jonsson
- Johan Wennström
- Stina Oscarson[25]
- Fredrik Löjdquist
- Magnus Henrekson och Johan Wennström
- Martin Kragh
- Chang Frick[25]
- Joakim Paasikivi
- Alex Schulman[25]
- Andrés Stoopendaal
- Andreas Cervenka
- Johan Wicklén
- Omar Makram
- Peppe Larsson
- Jakob Heidbrink
- Karin Grundberg Wolodarski
- Cecilia Garme och Katarina Barrling
- Sakine Madon
- Joel Halldorf
- Sofie Löwenmark
- Johan Hegg
- Benjamin Dousa
- Sten Widmalm
- Mattias Karlsson[25]
- Magnus Utvik
- Ebba Busch[25]
- Fredrik Malm[25]
- Lena Andersson
- Linus Bylund[25]
- Niklas Orrenius[25]
- Helena Granström
- Micke Lindgren
- Navid Modiri
- Richard Jomshof[25]
- Alice Teodorescu
- Brendan O'Neill
- Daniel Hermansson (poddare)[26]
- Vesna Prekopic
- Bengt G Nilsson
- Jonathan Freedland
- Susanna Birgersson och Alice Teodorescu
- Fredrik Kärrholm
- Aron Flam
- Jimmie Åkesson
- Jan Emanuel
- Joakim Lamotte
- Gabriel Heller Sahlgren